# 320-е годы
320-е (три́ста двадца́тые) го́ды по юлианскому календарю — промежуток времени с 1 января 320 года по 31 декабря 329 года, включающий 320 год 2-го десятилетия   и с 321 по 329 годы    3-го десятилетия IV века 1-го тысячелетия.  Они закончились 1696 лет назад.

## События
- Основание Империи Гупта[1][2] (320—550) начинает расцвет индийской цивилизации.
- Римская армия под предводительством Криспа проводит успешные операции против франков и алеманнов (318—323).
- В Римской империи установлена власть одного императора (324) — Константина I, после его победы над Лицинием. Начало масштабного строительства в Византии (324), после которого туда была перенесена столица, переименованная в Константинополь (330).
- Первый Никейский собор (325; Вселенские соборы) определяет основные догматы христианства. Церковь получила право приобретать недвижимое имущество (321).

## Культура
- Изобретение стремени (самое раннее найденное — 322, гробница династии Цзинь).
- Храм Гроба Господня основан (326).
- 320-е годы — написана «Церковная история» Евсевия Кесарийского.

## Государственные деятели
- Чандрагупта I — индийский царь (320—335).
- Фауста — августа (323—326).